# Pigeon tigré
Patagioenas maculosa
Espèce
Statut de conservation UICN

 LC  : Préoccupation mineure
Le Pigeon tigré (Patagioenas maculosa, syn.:  Columba maculosa) est une espèce de pigeon de la famille des Columbidae originaire d'Amérique du Sud.

## Répartition
Il se trouve en Argentine, Bolivie, Brésil, Paraguay, Pérou et Uruguay.

## Habitat
Son habitat naturel est les forêts et broussailles sèches subtropicales ou tropicales les montagnes subtropicales ou tropicales humides, les broussailles subtropicales ou tropicales de haute altitude, les plaines subtropicales ou tropicales humides ou inondées temporairement et les anciennes forêts fortement dégradées.